# Чичеу-Корабія
Чичеу-Корабія (рум. Ciceu-Corabia) — село у повіті Бистриця-Несеуд в Румунії. Входить до складу комуни Чичеу-Міхеєшть.
Село розташоване на відстані 354 км на північний захід від Бухареста, 44 км на захід від Бистриці, 57 км на північний схід від Клуж-Напоки.

## Населення
За даними перепису населення 2002 року у селі проживали 203 особи, усі — румуни. Усі жителі села рідною мовою назвали румунську.